# Саба (нохія)
Саба (араб. ناحية سبة) — нохія у Сирії, що входить до складу району Сафіта провінції Тартус. Адміністративний центр — c. Саба.
| Сирія | Це незавершена стаття з географії Сирії. Ви можете допомогти проєкту, виправивши або дописавши її. |